# Högås och Sjötorp
Högås och Sjötorp var mellan 1995 och 2023 en av SCB avgränsad och namnsatt småort i Kungsbacka kommun, Hallands län. Den omfattadebe byggelse i de två orterna belägna i Onsala socken. Vid avgränsningen 2023 klassades den som en del av tätorten Onsala